# Carassognàtids
Els carassognàtids (Charassognathidae) són una família extinta de cinodonts que visqueren durant el Permià superior en allò que avui en dia és Sud-àfrica. Es tracta de cinodonts primitius que es caracteritzen per la presència d'un diastema situat entre la dent canina i les postcanines del maxil·lar superior, així com una depressió allargada en el pla dorsoventral a la cara lateral del maxil·lar superior, darrere de l'arrel de la canina i per sobre del diastema. La seva fórmula dental és I4/C1/PC8:i3/c1/pc? i tenen una símfisi mandibular alta que, en vida, hauria pogut semblar un mentó.